# Ленарт над Лушо
Ленарт над Лушо (словен. Lenart nad Lušo) је некадашње насеље у општини Шкофја Лока, Горењска регија, Словенија.

## Историја
До територијалне реорганизације у Словенији била је у саставу старе општине Шкофја Лока. Године 2004. насеље је укинуто и припојено насељу Свети Ленарт.

## Становништво
| Број становника према пописима | Број становника према пописима |
| ------------------------------ | ------------------------------ |
| 1991                           | 2002                           |
| 90                             | 90                             |

Напомена: До 1955. исказивано под именом Свети Ленарт. Године 2004. припојен насељу Свети Ленарт.